# Svetovno prvenstvo v hokeju na ledu 2013
Svetovno prvenstvo v hokeju na ledu 2013 je 77. svetovno prvenstvo v hokeju na ledu. Vodila ga je Mednarodna hokejska zveza. 46 držav je bilo razporejenih v 4 različne divizije. Tekmovanje je tudi služilo kot kvalifikacije za Svetovno prvenstvo v hokeju na ledu 2014.

## Elitna divizija
Tekmovanje je potekalo med 3. in 19. majem 2013 v Stockholmu na Švedskem in Helsinkih na Finskem.
Končni vrstni red
| 1. Švedska 2. Švica 3. ZDA 4. Finska 5. Kanada 6. Rusija 7. Češka 8. Slovaška | 1. Nemčija 2. Norveška 3. Latvija 4. Danska 5. Francija 6. Belorusija 7. Avstrija — izpad v Divizijo I A 8. Slovenija — izpad v Divizijo I A |

## Divizija I
Tekmovanja v skupini A so potekala v Budimpešti na Madžarskem, v skupini B pa v Donjecku v Ukrajini, med 14. in 20. aprilom 2013.
| Divizija I A — končni vrstni red 1. Kazahstan — napredovanje v elitno divizijo 2. Italija — napredovanje v elitno divizijo 3. Madžarska 4. Japonska 5. Južna Koreja 6. Združeno kraljestvo — izpad v Divizijo I B | Divizija I B — končni vrstni red 1. Ukrajina — napredovanje v Divizijo I A 2. Poljska 3. Nizozemska 4. Romunija 5. Litva 6. Estonija — izpad v Divizijo II A |

## Divizija II
Tekmovanja v skupini A so potekala med 14. in 20. aprilom 2013 v Zagrebu na Hrvašekm, v skupini B pa med 21. in 27. aprilom v İzmitu v Turčiji.
| Divizija II A — končni vrstni red 1. Hrvaška — napredovanje v Divizijo I B 2. Belgija 3. Islandija 4. Avstralija 5. Srbija 6. Španija — izpad v Divizijo II B | Divizija II B — končni vrstni red 1. Izrael — napredovanje v Divizijo II A 2. Nova Zelandija 3. Mehika 4. Kitajska 5. Turčija 6. Bolgarija — izpad v Divizijo III |

## Divizija III
Tekmovanja v glavnem delu turnirja so potekala med 15. in 21. aprilom 2013 v Cape Townu v Južni Afriki, kvalifikacije za turnir pa med 14. in 17. oktobrom 2012 v Združenih arabskih emiratih.
| Divizija III — končni vrstni red 1. Južna Afrika — napredovanje v Divizijo II B 2. Severna Koreja 3. Luksemburg 4. Irska 5. Grčija 6. Združeni arabski emirati | Kvalifikacijski turnir — končni vrstni red 1. Združeni arabski emirati — kvalifikacija v Divizijo III 2. Grčija — kvalifikacija v Divizijo III 3. Mongolija 4. Gruzija |